# Dreamfall Chapters
Dreamfall Chapters is een computerspel ontwikkeld door Red Thread Games en uitgegeven door Deep Silver. Het point-and-click adventure bestaat uit een serie van vijf 'hoofdstukken' die vanaf 2014 zijn uitgebracht voor diverse platforms.

## Plot
Het spel speelt zich af in 2220 en gaat verder met het verhaal van Dreamfall. Zoë was verraden en in een coma achtergelaten. In Chapters moet ze haar doel in het leven opnieuw vinden. De schrijvers van Dreamfall Chapters beschreven het verhaal als "hoofdstukken in het leven".

## Spel
Het is het derde spel in de serie en werd uitgebracht vanaf 2014 en wordt gespeeld als point-and-click avonturenspel in de derde persoon. Het spel draait om het vinden van voorwerpen waarmee puzzels opgelost worden, en het aangaan van uitgebreide dialogen met andere personages.
Het spel werd ontwikkeld door Red Thread Games, een ontwikkelstudio opgericht door bedenker Ragnar Tørnquist, die de vorige delen schreef en regisseerde. Dreamfall Chapters heeft de benodigde financiën verkregen door via Kickstarter fondsen te verwerven van mensen die de ontwikkeling van het spel willen steunen. Met deze Kickstarter is in totaal 1,5 miljoen dollar opgehaald, met aanvullende steun van het Noors Filminstituut.

## Hoofdstukken
Dreamfall Chapters verscheen als vijf losse episodes die tussen 2014 en 2016 zijn uitgebracht. Ten slotte verscheen een verzamelbundel onder de titel The Final Cut als fysieke versie voor PlayStation 4, Xbox One, Windows, OS X en Linux.
- Book One: Reborn, 21 oktober 2014
- Book Two: Rebels, 12 maart 2015
- Book Three: Realms, 25 juni 2015
- Book Four: Revelations, 3 december 2015
- Book Five: Redux, 17 juni 2016
- The Final Cut, 5 mei 2017 (console) en 21 juli 2017 (pc)

## Ontvangst
| Recensiescore       | Recensiescore                 |
| Recensieverzamelaar | Score                         |
| ------------------- | ----------------------------- |
| Metacritic          | 71% (PC) 67% (PS4) 77% (XOne) |
| Publicist           | Score                         |
| Adventure Gamers    | 2,5/5                         |

Dreamfall Chapters ontving gemengde recensies. Men prees de grafische elementen en aantrekkelijke personages. Kritiek was er op het ingewikkelde verhaal en soms saaie gameplay.
Op aggregatiewebsite Metacritic heeft het spel een gemiddelde verzamelde score van 71,6% voor alle platforms.